# Soyaniquilpan de Juárez
Soyaniquilpan de Juárez est une municipalité de l'État de Mexico, au Mexique. Elle couvre une superficie de 140,77 km2 et compte 13 290 habitants en 2005.